# Nenad Pralija
Nenad Pralija (ur. 11 grudnia 1970 w Splicie) – piłkarz chorwacki grający na pozycji pomocnika.

## Kariera klubowa
Pralija zaczynał karierę w rodzinnym mieście Splicie, w RNK Split. Następnie trenował w zespole Hajduka Split. W sezonie 1993/1994 zadebiutował w barwach Hajduka w pierwszej lidze chorwackiej i w debiutanckim sezonie wywalczył mistrzostwo Chorwacji. W sezonie 1994/1995 Pralija zagrał z Hajdukiem w Lidze Mistrzów, a w eliminacjach Hajduk wyeliminował Legię Warszawa po wygranych 1:0 i 4:0. Pralija wystąpił w obu meczach z warszawską drużyną. Także i w tamtym sezonie Hajduk został mistrzem kraju, a Pralija zdobył wówczas 11 bramek w 21 rozegranych meczach. Przez "Torcidę" (kibiców Hajduka) został wybrany na najlepszego gracza sezonu. Podobnie było w sezonie 1995/1996, kiedy fani Hajduka także zdecydowali, iż Pralija grał najlepiej spośród wszystkich graczy drużyny w sezonie, w którym zdobył on 14 bramek w lidze. Hajduk jednak nie zdołał obronić mistrzostwa (mistrzem zostało Dinamo Zagrzeb).
Latem 1996 Pralija odszedł z Hajduka do Espanyolu Barcelona. Zagrał 24 mecze w sezonie, zdobył 3 bramki, a Espanyol zajął 14. miejsce w Primera División. W sezonie 1997/1998 Pralija w barwach Espanyol grał już mniej i na boisku pojawił się tylko 17 razy, a Espanyol skończył sezon na 10. miejscu w lidze. W rundzie jesiennej sezonu 1998/1999 Pralija zagrał jeden raz w La Liga i zimą wrócił do Hajduka.
W 1999 Pralija na pół roku trafił do włoskiej Regginy Calcio, której pomógł utrzymać się w Serie A. Pod koniec sezonu wrócił na krótko do Hajduka, a latem 2000 roku podpisał kontrakt z Maccabi Hajfa. Zdobył 6 bramek, a Maccabi zostało wicemistrzem kraju. Z Maccabi, podobnie jak wcześniej z Hajdukiem, zagrał w Lidze Mistrzów, w której strzelił bramkę w przegranym 1:2 meczu z Bayerem 04 Leverkusen.
Latem 2003 Pralija po raz kolejny wrócił do Hajduka. Zdobył dwukrotnie tytuł mistrza Chorwacji (w sezonie 2003/2004 zagrał 24 razy, zdobył 2 bramki, a w sezonie 2004/2005 16 razy strzelając 1 gola). Od 2006 do 2007 roku Pralija był zawodnikiem trzecioligowego klubu HNK Trogir, w którym zakończył karierę.

## Kariera reprezentacyjna
W reprezentacji Chorwacji Pralija zadebiutował 11 czerwca 1995 roku w przegranym 0:1 meczu z reprezentacją Ukrainy, rozegranym w Kijowie w ramach eliminacji do Mistrzostw Europy w Anglii. Do kadry na mistrzostwa Europy jednak nie został powołany. Swoją pierwszą i jedyną bramkę w kadrze Pralija zdobył 11 grudnia 1996 roku w zremisowanym 1:1 meczu z reprezentacją Czech w turnieju o Puchar Króla Hassana II w Casablance. Ogółem w reprezentacji Chorwacji Pralija zagrał 11 razy i zdobył 1 bramkę.